# DAK (bedrijf)
DAK is een Duits historisch merk van motorfietsen en auto's.
De bedrijfsnaam was: Deutscher Automobil Konzern GmbH, Leipzig.
DAK was een autofabriek waar begin jaren twintig de merken Magirus, Dux, Presto en Vomag toe behoorden.
In 1923 ging men, net als honderden andere Duitse bedrijven, lichte motorfietsen produceren. Daarvoor gebruikte men geen eigen motoren, maar inbouwmotoren; 117- en 147cc-tweetaktmotoren van ILO. Die werden in eenvoudige driehoeksframes gemonteerd en kregen een koppeling, een tweeversnellingsbak en riemaandrijving naar het achterwiel.
De vele Duitse merken richtten zich vrijwel allemaal op de - na de Eerste Wereldoorlog - ontstane behoefte aan goedkope vervoermiddelen. De markt verzadigde dan ook snel en toen in 1925 ruim 150 van deze merken verdwenen was DAK daar ook bij.